# Plaza San Martín (Quilmes)
La Plaza San Martín se encuentra ubicada en el centro de la ciudad argentina de Quilmes, cabecera del partido homónimo, en la provincia de Buenos Aires. La rodean tres importantes arterias, que son la Peatonal Rivadavia y las calles Alsina y Mitre, y la calle Sarmiento, que marca la división entre la zona comercial y la residencial. Desde el primer momento fue considerada como la plaza principal y frente a ella se halla la Manzana Histórica, en la que se destaca la Catedral.

## Historia
En año 1818, el gobernador de Buenos Aires Manuel Luis de Oliden le encargó al agrimensor Francisco Mesura el trazado del pueblo de Quilmes. Mesura utilizó como punto de partida a la antigua iglesia, ubicada en el mismo lugar que la actual catedral. Ya en ese entonces aparecía esta plaza, aunque es posible que existiera con ese uso desde los tiempos de la Reducción que dio origen a la ciudad.
Esta plaza fue escenario, el 18 de septiembre de 1840, del fusilamiento del juez de paz Paulino Barreiro, que previamente fue degollado y decapitado, por refugiar al unitario Avelino Viamonte y ayudarlo a escapar hacia Montevideo.
Hasta 1870, el terreno tenía el aspecto de un baldío cubierto de cina-cina y cicuta, entre otras cosas. Pero ese año asumió Tomás Giráldez como juez de paz y, bajo su gestión, la plaza comenzó a tomar un aspecto más parecido al actual. Él fue el encargado de ordenar y organizar ese espacio público demarcándolo, incluyendo especies arbóreas, mobiliario, iluminación y haciendo instalar en el centro una gran fuente rodeada de cuatro estatuas de mármol, cada una de las cuales representaba a una estación del año.
Estas estatuas fueron retiradas en el año 1887 por decisión del intendente Eduardo Casares, que las consideró en estado de deterioro. La fuente fue removida en 1946, para darle lugar al monumento a San Martín, y trasladada a la plaza Aristóbulo del Valle, donde se encuentra actualmente.
Originalmente se le dio el nombre de Plaza Mayor o Principal. En 1859, el maestro y secretario municipal Robustiano Pérez propuso el nombre 25 de Mayo, hasta que el día 16 de septiembre de 1888 se oficializó el nombre Plaza de la Constitución. Posteriormente hubo un intento para bautizarla Bernardino Rivadavia por parte del concejal Maldonado. Sin embargo, el 16 de mayo de 1907 la intendencia informó al Honorable Concejo Deliberante que la plaza pasaría a llamarse Carlos Pellegrini. El nombre actual le fue puesto en el año 1953 por la ordenanza Nº 2122.
En el 2007 se llevó a cabo una remodelación, que implicó la renovación completa de las veredas y senderos. Desde el año 2015 cuenta con servicio gratuito de Wi-Fi.

## Monumentos
La plaza cuenta con nueve monumentos u homenajes.

Monumento al Gral. San Martín.

Monumento al General San Martín:' le fue encargado al escultor Antonio Sassone, quien realizó las figuras en bronce. La escultura principal fue implantada en la cima del basamento de hormigón y mármol el 29 de julio de 1946. Sin embargo, fue removida en 1950 por no reunir las exigencias señaladas por el Instituto Nacional Sanmartiniano y, tres años después, reemplazada por un "Daumas". Finalmente volvió a ser instalada en su lugar original e inaugurada, de manera oficial y definitiva, en el año 1965. El monumento está rodeado por una fuente circular, en el centro de la plaza. El "Daumas" fue donado al por entonces nuevo municipio de Berazategui, donde se inauguró en 1966.

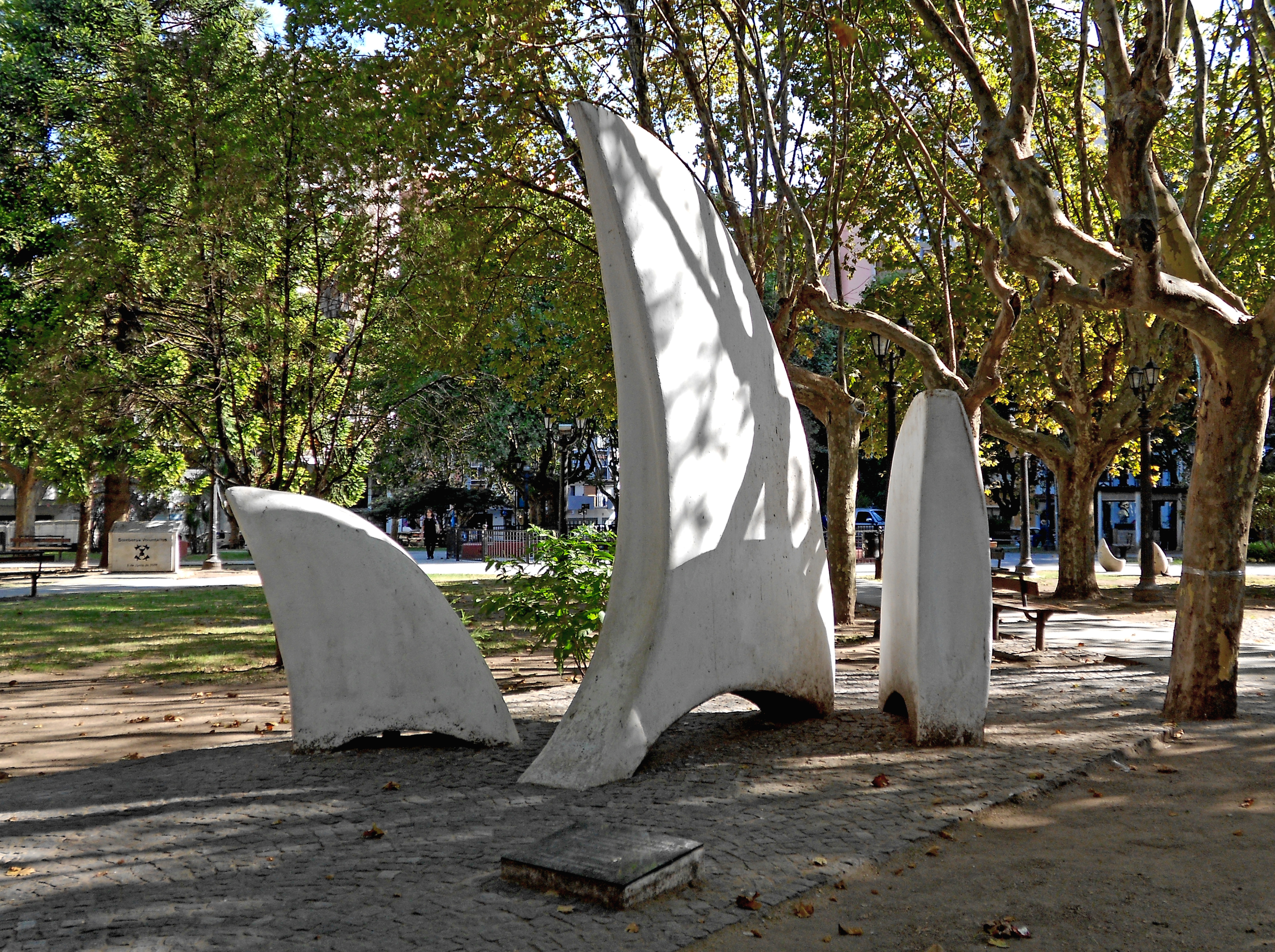
Monumento a las Madres de Plaza de Mayo.

Monumento a las Madres de Plaza de Mayo: se trata de una representación a gran escala de los característicos pañuelos blancos usados por las Madres de Plaza de Mayo. La obra fue hecha por el escultor Horacio Dowbley y consiste en tres bloques de hormigón armado, de diferentes escalas y orientaciones, pintados lógicamente de color blanco. Fue inaugurado el 3 de noviembre de 2006.
Waca sagrada en homenaje al indio kilme: esta waca recuerda a los quilmes y acalianos que llegaron hasta la ciudad y formaron la primera población. En su parte alta se observa un bloque de piedra, que fue tallado por el descendiente kilme Francisco Yapura en la Ciudad Sagrada de Quilmes, provincia de Tucumán. Dicho bloque representa a un indio kilme.
El cuerpo principal del monumento consta de cuatro caras. Tanto la delantera como la trasera muestran una cruz andina o chacana. En su cara derecha presenta el típico dibujo de una rana, muy común en la iconografía diaguita, que hace alusión al agua o la lluvia. Por último, en su cara izquierda se puede leer una frase: "En el sendero de Kilmes hay una piedra que late... es la sangre derramada que desde abajo combate"
Homenaje a los Bomberos Voluntarios: es un pequeño bloque que exhibe los nombres y escudos de los cuatro cuarteles del distrito (Quilmes, Bernal, La Florida y San Francisco Solano). Fue inaugurado el 5 de junio del año 2009.
Homenaje a Carlos Morel: el escultor Armín Zielinski realizó este pequeño monumento en honor al pintor Carlos Morel. El artista fue representado sosteniendo sus elementos de trabajo.
Busto de Sarmiento: un busto pintado de color dorado brillante, que representa al expresidente y educador Domingo Faustino Sarmiento.
Mástil: se levanta en homenaje al tercer centenario de Quilmes, en 1966.
ARA Gral. Belgrano: homenaje a los caídos en el hundimiento del crucero ARA General Belgrano durante la Guerra de las Malvinas. Se compone de una base de cemento pintado, con forma de cruz griega dispuesta de manera horizontal, sobre la que se ubica una silueta en relieve del crucero. Debajo del mismo se sitúa una placa circular con otra representación de la nave, también en relieve, el Sol de Mayo y las Islas Malvinas. En la parte superior se lee el nombre del buque y en la inferior, la fecha y hora del hundimiento, que es 2 de mayo de 1982 a las 15:55 hs. Fue inaugurado en el año 1987.
Placa recordatoria a Jorge Omar Quevedo: fue confeccionada por el área de cerámica de la Escuela Municipal de Bellas Artes en homenaje al reconocido cantautor nacido en Río Cuarto, con fecha 18 de diciembre de 2007, y colocada en la plaza por la Ordenanza 11148/09, sancionada el 9 de junio de 2009.

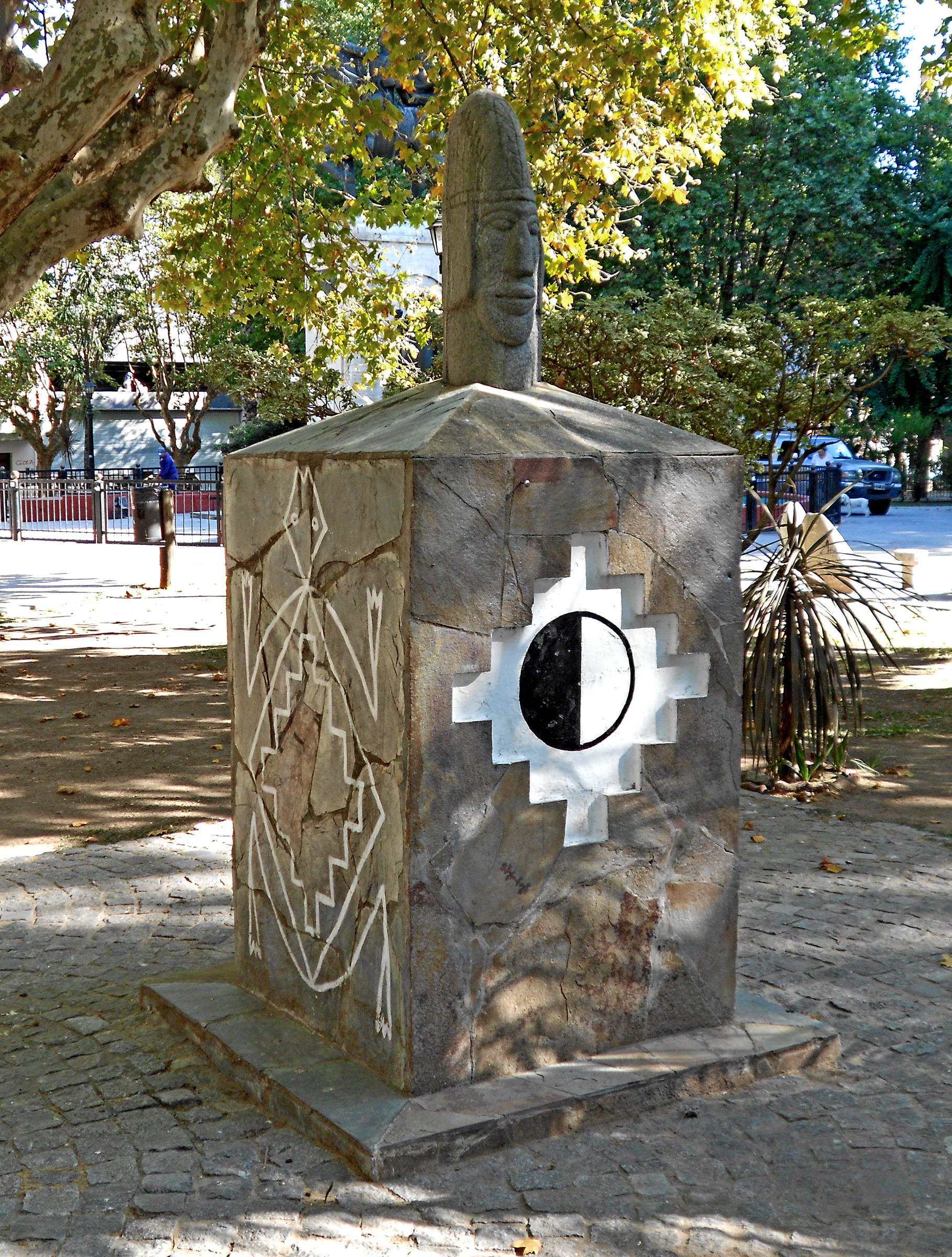
Monumento a los quilmes y acalianos
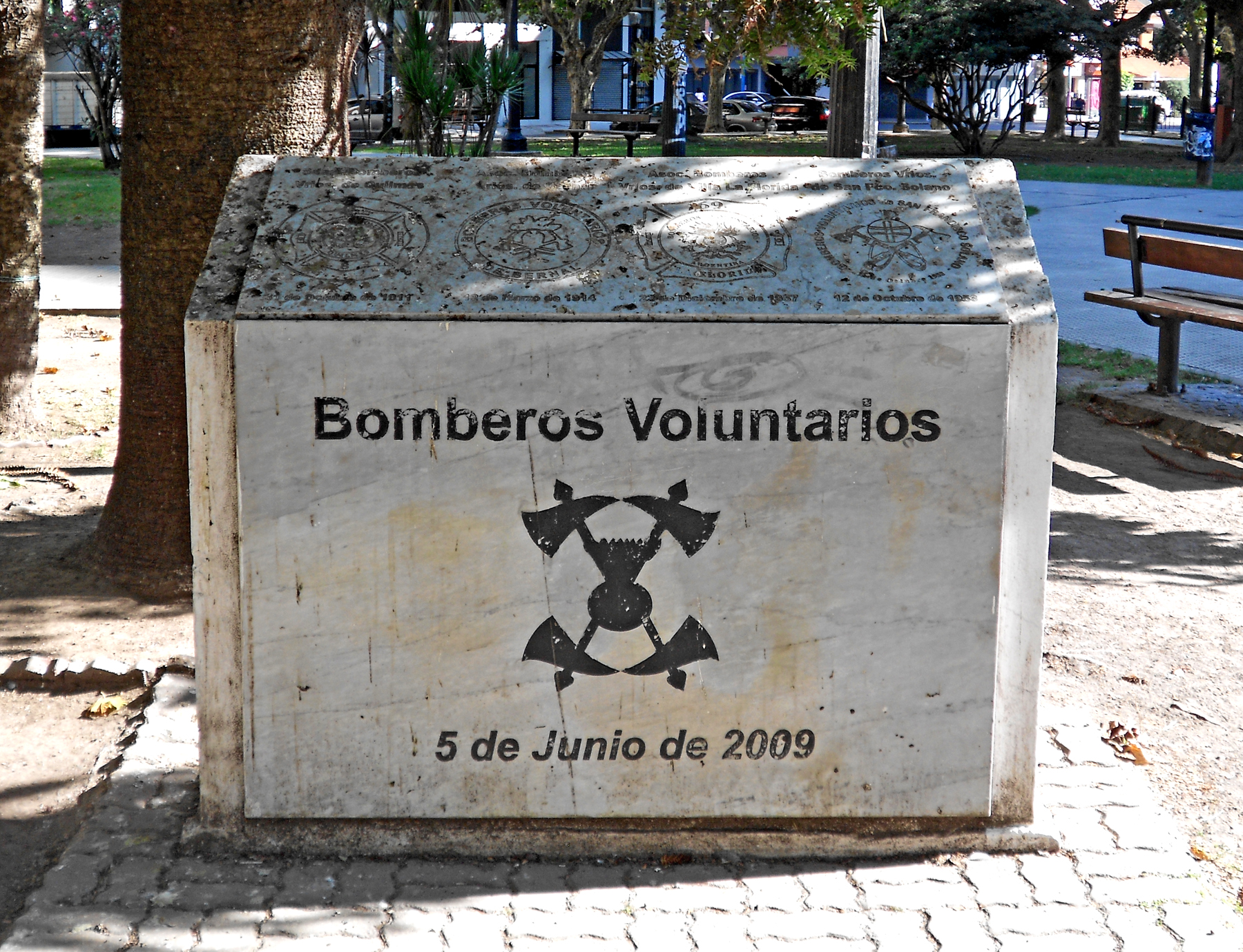
Monumento a los Bomberos Voluntarios
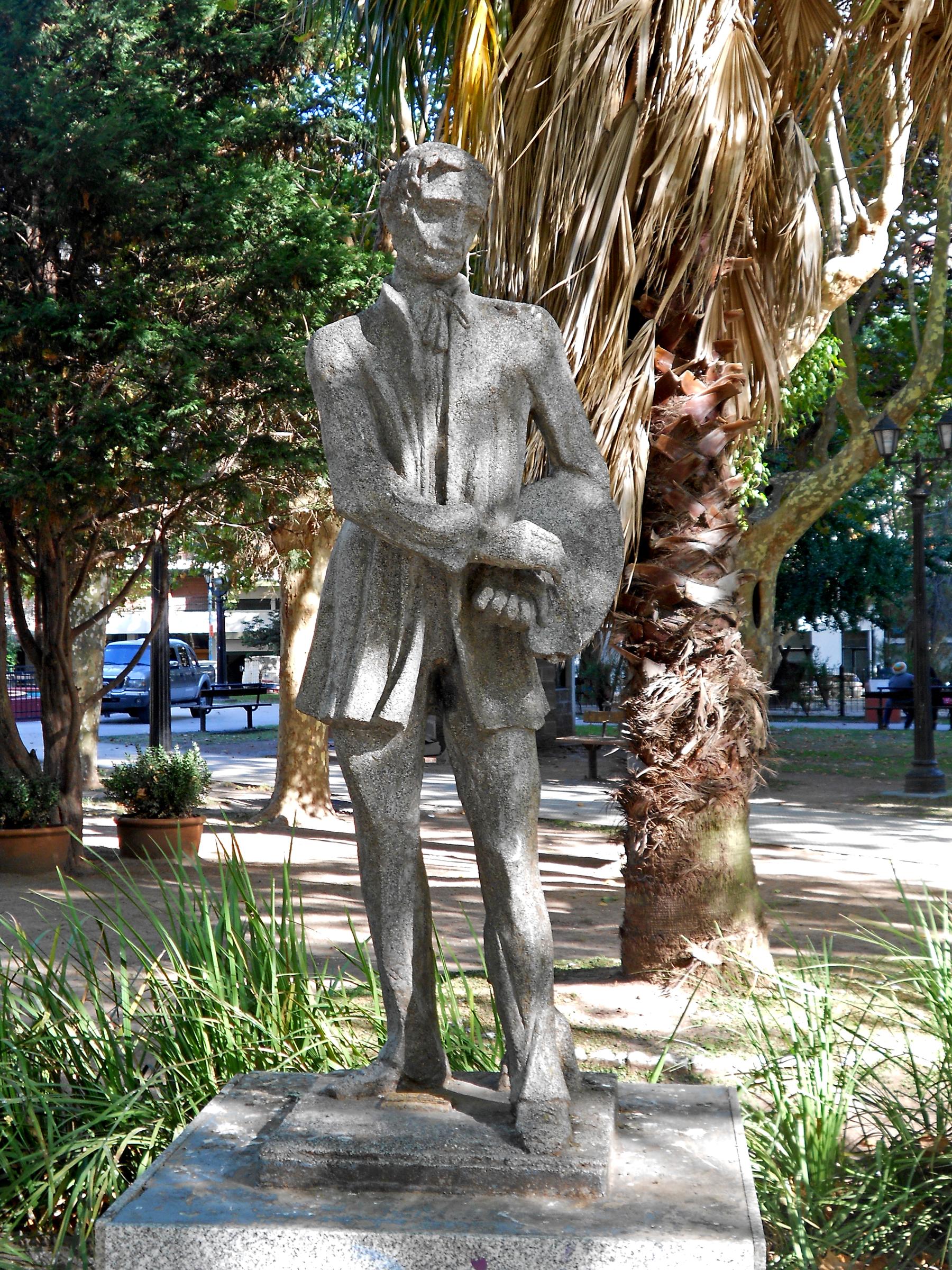
Monumento a Carlos Morel
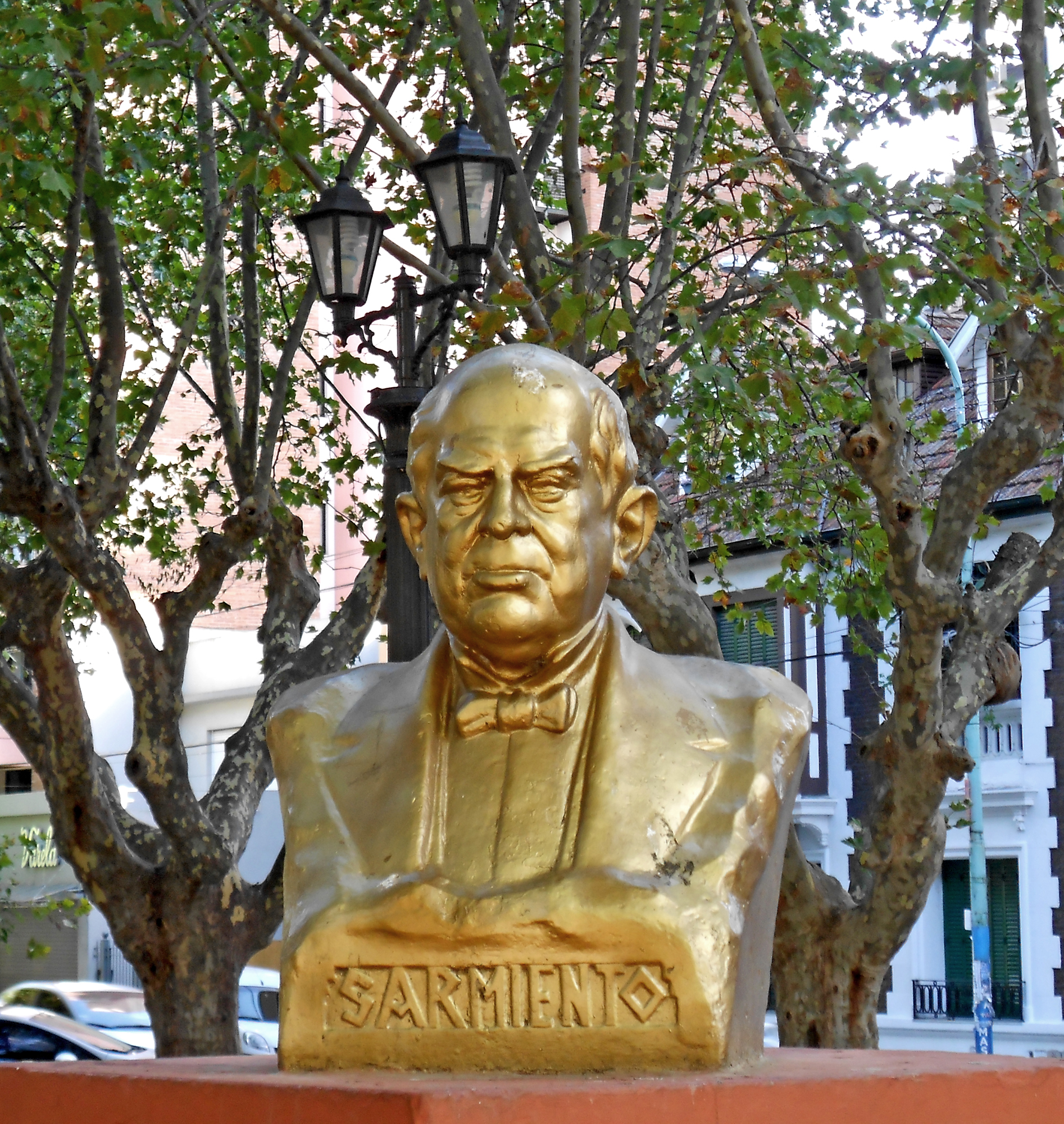
Busto de Sarmiento
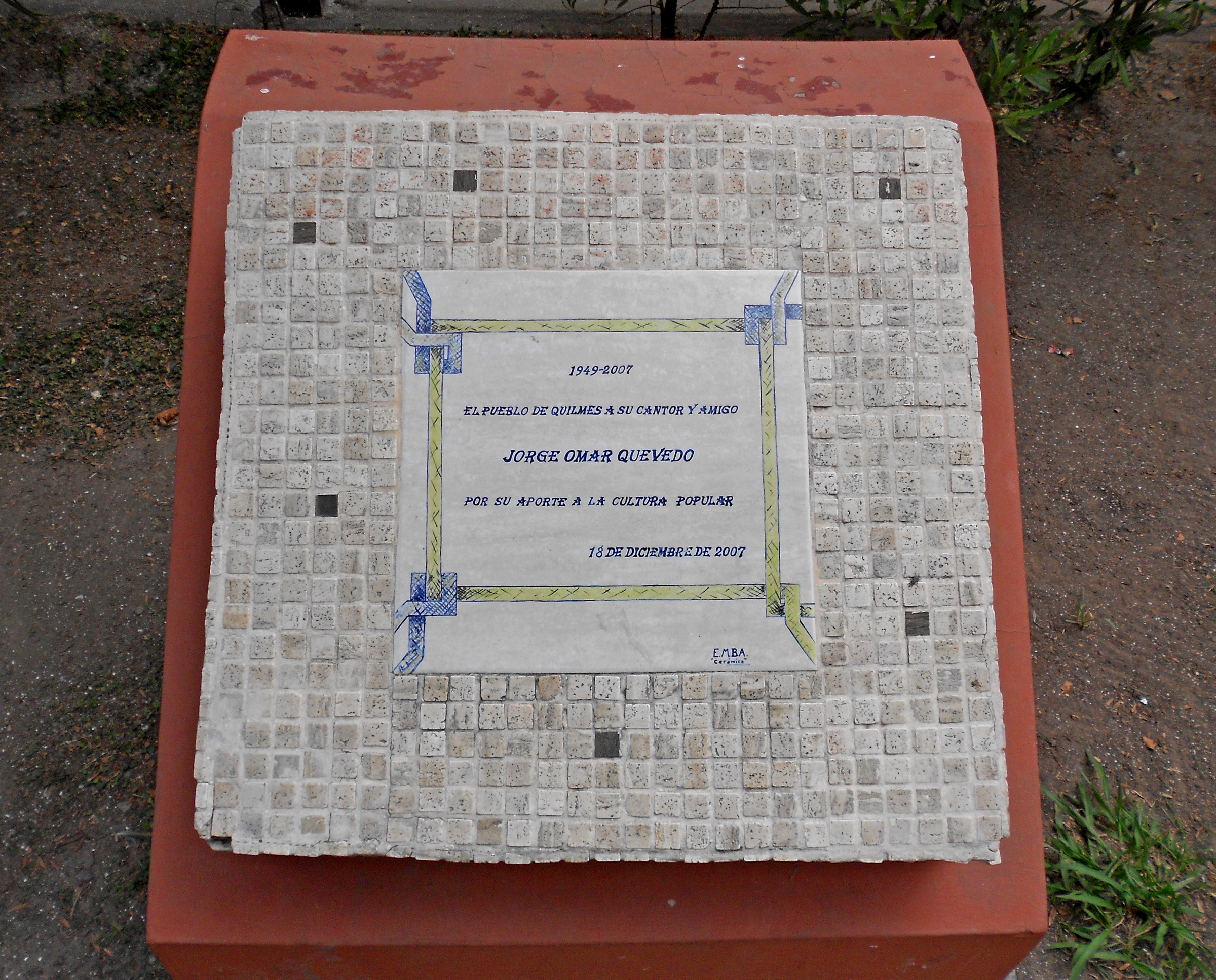
Placa en honor a Jorge Omar Quevedo
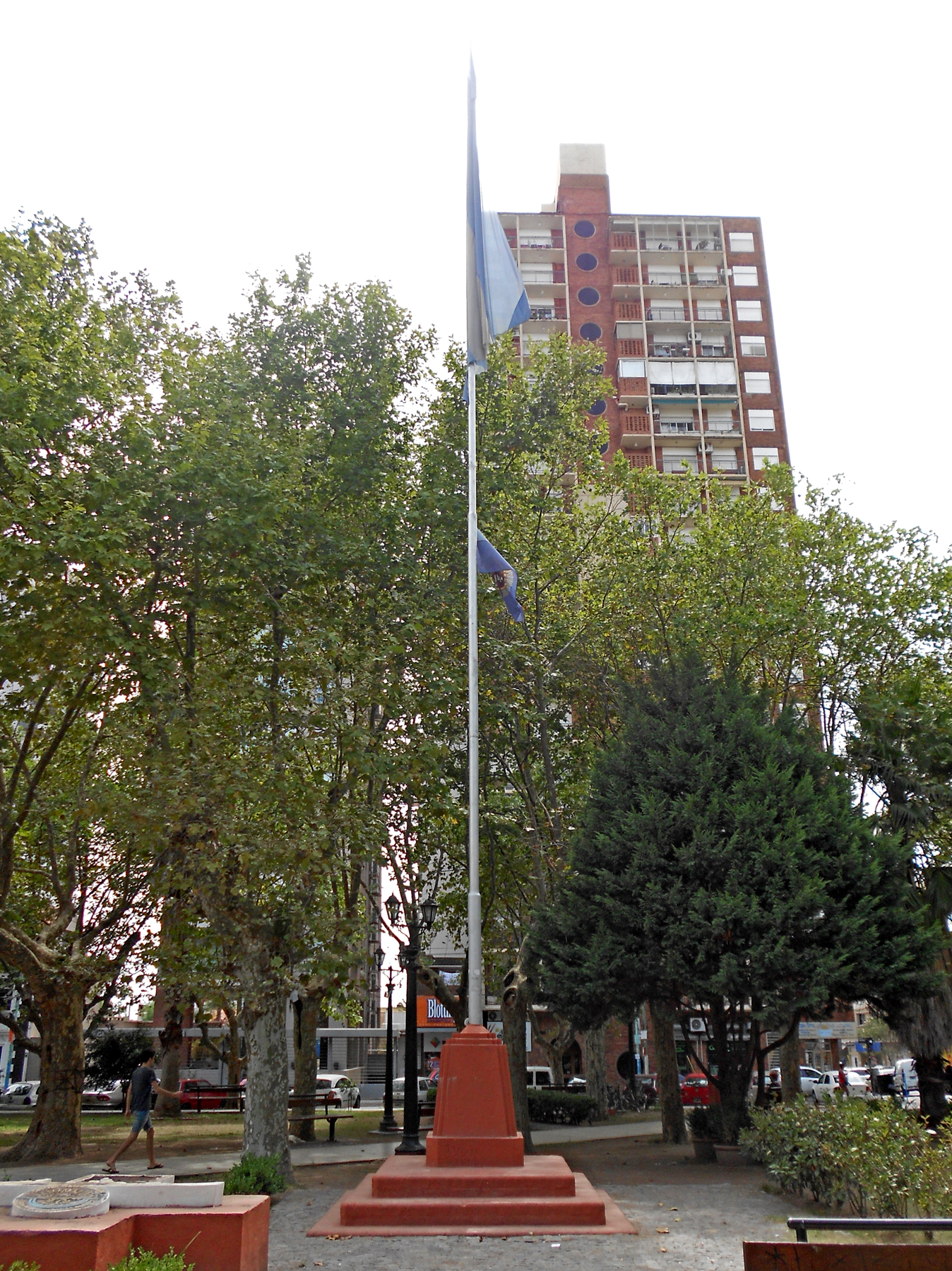
Mástil por el tercer centenario de Quilmes.

## Feria artesanal de Quilmes
Se realiza a lo largo de todo el año, los días viernes, sábados y domingos. Los vendedores cuentan con pequeños stands de estructura tubular cubierta con una tela blanca e iguales dimensiones entre sí, donde exponen sus artesanías originales. 